# Kensaku Omori
Pour les articles homonymes, voir Kensaku et Ōmori.
Kensaku Omori (大森 健作, Omori Kensaku) est un footballeur japonais né le 21 novembre 1975.